# 里奇克莱斯特 (加利福尼亚州)
里奇克莱斯特（英語：Ridgecrest），是美国加利福尼亚州克恩县下属的一座城市。建市于1963年11月29日，面积大约为20.77平方英里（53.8平方公里）。根据2010年美国人口普查，该市有人口27,616人。2019年7月4日及6日，该地附近先后发生矩震级6.4级和7.1级两次强烈地震，为加利福尼亚州自1999年以来发生的最强烈地震。